# غيتا ليند
غيتا ليند (بالألمانية: Gitta Lind)‏ هي مغنية وممثلة ألمانية، ولدت في 17 أبريل 1925 في ترير في ألمانيا، وتوفيت في 9 نوفمبر 1974 في توتزينغ في ألمانيا بسبب سرطان.

## وصلات خارجية
- غيتا ليند على موقع IMDb (الإنجليزية)
- غيتا ليند على موقع ميوزك برينز (الإنجليزية)
- غيتا ليند على موقع قاعدة بيانات الأفلام السويدية (السويدية)
- غيتا ليند على موقع ديسكوغز (الإنجليزية)
- غيتا ليند على موقع ديسكوغز (الإنجليزية)
- غيتا ليند على موقع قاعدة بيانات الفيلم (الإنجليزية)